# World Rally Car

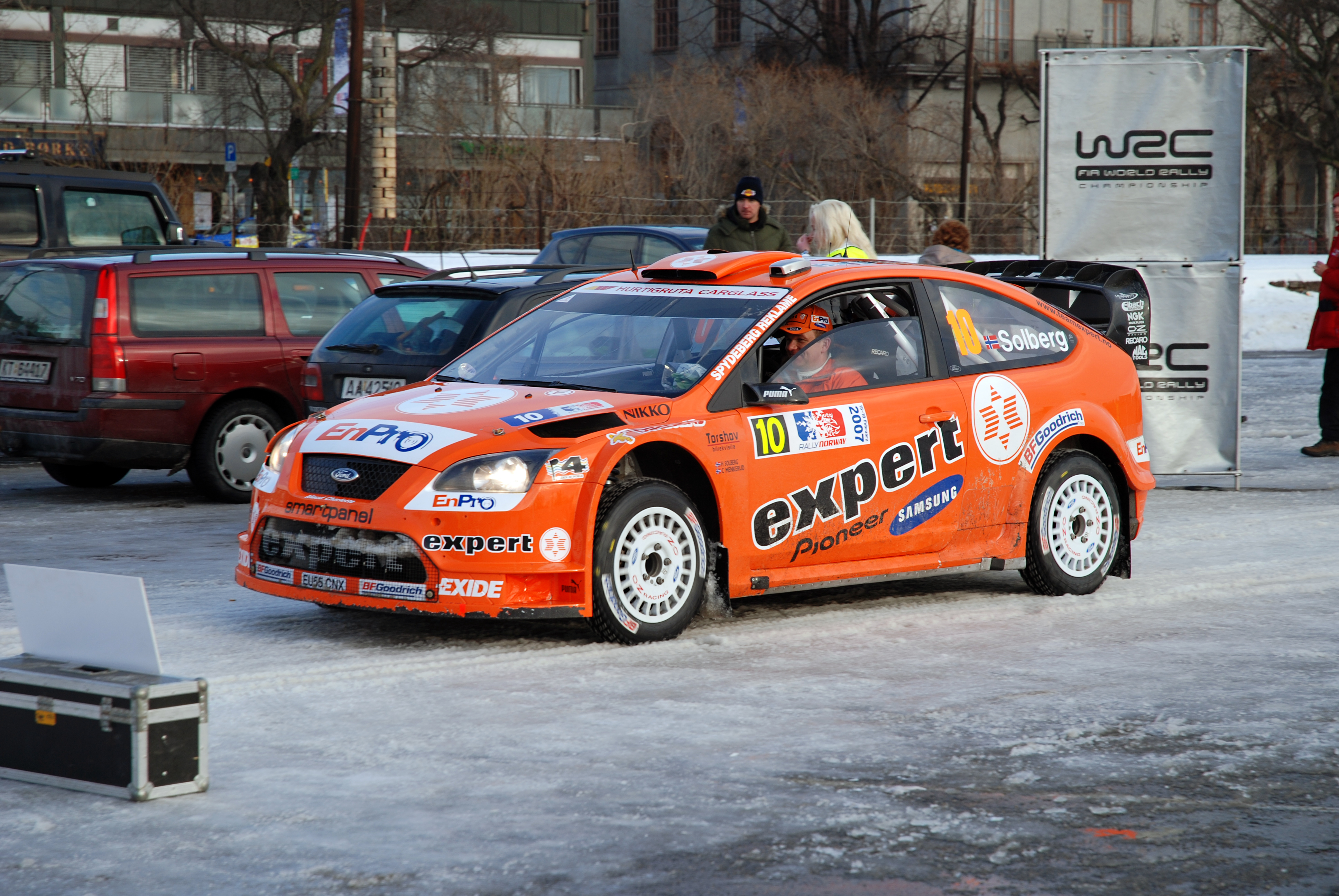
Ford Focus RS WRC 2007 (Henning Solberg)

World Rally Car je specifikace vozidel pro automobilové soutěže, rallye. Jsou odvozeny ze sériových vozů, kterých musí být vyrobeno minimálně 2 500 kusů.

## Základní specifikace

### Vůz
Karoserie je siluetou produkčně vyráběných vozidel, doplněno o prostorovou ocelovou konstrukci (rám) a aerodynamické prvky na karoserii, z důvodu bezpečnosti a zvětšení přítlaku na vůz. Předepsaná minimální délka na 4000 mm, šířka 1875 mm a minimální hmotnost 1230 kg.
Motor
Motory mají maximální objem do 1600 cm³. Jsou přeplňovány turbodmychadlem, množství přivedeného vzduchu je omezeno restriktorem o průměru 36 mm. Výkon motoru je okolo 280 kW/380 koní. Motor je vybaven elektronickým systémem ALS, který zamezuje zpožďujícímu účinku turbodmychadla.
Pohon
Stálý pohon všech kol. V minulosti (pro sezonu 2005 a dřív) byly používány aktivní diferenciály (přední, střední a zadní), ty se starají o optimální přenos a distribuci výkonu na poháněná kola. V dnešní době (pro sezonu od roku 2006) jsou používány továrními týmy, podle rozhodnutí FIA, diferenciály pasivní.
Převodovka
Obvykle má vůz šest rychlostí, ovládaných sekvenční řadicí pákou umístěnou na podlaze nebo na volantu. Spojkový pedál je používán k zařazení prvního a zpětného rychlostního stupně. 
Brzdy
Používány brzdy na asfaltové a šotolinové soutěže s nezpevněným povrchem. Na přední nápravě jsou brzdy s větším průměrem a brzdným účinkem, oproti nápravě zadní. Brzdy jsou chlazeny vodou, z důvodu zachování brzdné síly po celou dobu soutěže a udržení teploty brzdové kapaliny v rozmezí 100–150 °C.
Posádku vždy tvoří řidič a spolujezdec – navigátor.

## Seznam automobilů WRC
- Citroën Xsara T4
- Citroën Xsara WRC
- Citroën C4 WRC
- Citroën C3 WRC
- Citroën DS3 WRC
- Ford Escort WRC
- Ford Focus WRC
- Ford Focus RS WRC
- Ford Fiesta RS WRC
- Ford Fiesta WRC
- Hyundai Accent WRC
- Hyundai i20 WRC
- Mini John Cooper Works WRC
- Mitsubishi Lancer EVO VII WRC
- Mitsubishi Lancer WRC
- Peugeot 206 WRC
- Peugeot 307 WRC
- Peugeot 208 WRC
- Seat Cordoba WRC
- Suzuki SX4 WRC
- Suzuki Swift s1600 WRC
- Subaru Impreza WRC
- Škoda Fabia WRC
- Škoda Octavia WRC
- Toyota Corolla WRC
- Toyota Yaris WRC
- Volkswagen Polo R WRC